# Philadelphia 76ers 2013-2014
La stagione 2013-14 dei Philadelphia 76ers fu la 65ª nella NBA per la franchigia.
I Philadelphia 76ers arrivarono quinti nella Atlantic Division della Eastern Conference con un record di 19-63, non qualificandosi per i play-off.

## Roster
| N° | Naz.                   | Ruolo | Sportivo                | Anno | Alt. | Peso \|\| |
| -- | ---------------------- | ----- | ----------------------- | ---- | ---- | --------- |
| 0  | Stati Uniti (bandiera) | G     | Darius Johnson-Odom     | 1989 | 188  | 98        |
| 00 | Stati Uniti (bandiera) | C     | Spencer Hawes           | 1988 | 213  | 111       |
| 1  | Stati Uniti (bandiera) | P     | Michael Carter-Williams | 1991 | 198  | 84        |
| 5  | Stati Uniti (bandiera) | AG    | Arnett Moultrie         | 1990 | 208  | 104       |
| 7  | Stati Uniti (bandiera) | G     | Lorenzo Brown           | 1990 | 196  | 86        |
| 7  | Stati Uniti (bandiera) | P     | Darius Morris           | 1991 | 193  | 86        |
| 7  | Stati Uniti (bandiera) | AP    | Adonis Thomas           | 1993 | 201  | 91        |
| 8  | Stati Uniti (bandiera) | G     | Tony Wroten             | 1993 | 196  | 93        |
| 9  | Stati Uniti (bandiera) | G     | James Anderson          | 1989 | 198  | 98        |
| 11 | Stati Uniti (bandiera) | P     | Eric Maynor             | 1987 | 191  | 79        |
| 12 | Stati Uniti (bandiera) | AP    | James Nunnally          | 1990 | 201  | 93        |
| 12 | Stati Uniti (bandiera) | AP    | Evan Turner             | 1988 | 201  | 93        |
| 17 | Stati Uniti (bandiera) | P     | Casper Ware             | 1990 | 178  | 79        |
| 20 | Stati Uniti (bandiera) | AG    | Brandon Davies          | 1991 | 208  | 109       |
| 21 | Stati Uniti (bandiera) | A     | Thaddeus Young          | 1988 | 203  | 100       |
| 25 | Stati Uniti (bandiera) | G     | Elliot Williams         | 1989 | 196  | 82        |
| 30 | Stati Uniti (bandiera) | C     | Dewayne Dedmon          | 1989 | 213  | 116       |
| 30 | Stati Uniti (bandiera) | C     | B.J. Mullens            | 1989 | 213  | 125       |
| 31 | Stati Uniti (bandiera) | AP    | Hollis Thompson         | 1991 | 203  | 93        |
| 33 | Stati Uniti (bandiera) | C     | Daniel Orton            | 1990 | 208  | 116       |
| 35 | Stati Uniti (bandiera) | C     | Henry Sims              | 1990 | 208  | 111       |
| 40 | Stati Uniti (bandiera) | AG    | Jarvis Varnado          | 1988 | 206  | 104       |
| 50 | Stati Uniti (bandiera) | AG    | Lavoy Allen             | 1989 | 206  | 102       |

## Staff tecnico
- Allenatore: Brett Brown
- Vice-allenatori: Chad Iske, Lloyd Pierce, Vance Wahlberg
- Vice-allenatori per lo sviluppo dei giocatori: Billy Lange, Greg Foster
- Preparatore fisico: Jesse Wright
- Preparatore atletico: Kevin Johnson